# 白眉棕啄木鸟
白眉棕啄木鸟（学名：Sasia ochracea）为啄木鸟科白眉棕啄木鸟属的鸟类。该物种的模式产地在尼泊尔。

## 亚种
- 白眉棕啄木鸟广西亚种（学名：Sasia ochracea kinneari）。在中国大陆，分布于云南、贵州、广西等地。该物种的模式产地在广西。[2]
- 白眉棕啄木鸟指名亚种（学名：Sasia ochracea ochracea）。在中国大陆，分布于西藏等地。该物种的模式产地在尼泊尔。[3]
- 白眉棕啄木鸟云南亚种（学名：Sasia ochracea reichenowi）。在中国大陆，分布于云南等地。该物种的模式产地在缅甸。[4]